# Renault RE20B
La Renault RE20B è una monoposto di Formula 1 che corse nella prima parte del campionato mondiale del 1981. Anche questa vettura, come le precedenti Renault aveva la peculiarità del motore turbo: un 1500 cm³ sovralimentato con due turbine.
I progettisti furono i francesi Michel Tétu e François Castaing.

## Stagione 1981
La vettura era un'evoluzione del modello RE20 con cui la casa transalpina aveva affrontato la stagione 1980. Fece il suo esordio nel Gran Premio degli Stati Uniti-Ovest, prima prova della stagione.
Impiegata solo nei primi 6 appuntamenti stagionali ottenne come miglior risultato il terzo posto con Alain Prost (che aveva sostituito a inizio stagione Jean-Pierre Jabouille), nel Gran Premio d'Argentina, gara in cui Prost partì dalla prima fila. Ottenne nella stessa gara punti anche con René Arnoux (quinto).
Dal Belgio iniziò a essere utilizzata la Renault RE30, tanto che sia in Belgio che nella successiva gara di Monaco solo una RE20B venne messa in pista. Dopo il gran premio monegasco non venne più utilizzata.

## Risultati sportivi
| Anno | Team               | Motore          | Gomme | Piloti |     |     |   |     |  |  |  |  |  |  |  |  |  |  |  | Punti | Pos. |
| ---- | ------------------ | --------------- | ----- | ------ | --- | --- | - | --- |  |  |  |  |  |  |  |  |  |  |  | ----- | ---- |
| 1981 | Equipe Renault Elf | Renault 1.5 V6T | M     | Prost  | Rit | Rit | 3 | Rit |  |  |  |  |  |  |  |  |  |  |  | 6     | 3º   |
| 1981 | Equipe Renault Elf | Renault 1.5 V6T | M     | Arnoux | 8   | Rit | 5 | 8   |  |  |  |  |  |  |  |  |  |  |  | 6     | 3º   |

| Legenda | 1º posto     | 2º posto | 3º posto    | A punti         | Senza punti/Non class.  | Grassetto – Pole position Corsivo – Giro più veloce |
| Legenda | Squalificato | Ritirato | Non partito | Non qualificato | Solo prove/Terzo pilota | Grassetto – Pole position Corsivo – Giro più veloce |